# Stories of Old
Stories of Old es una canción del grupo inglés de música electrónica Depeche Mode compuesta por Martin Gore, publicada en el álbum Some Great Reward de 1984.

## Descripción
Para un álbum provocativo como lo fuera Some Great Reward, aun con ese título retador (Alguna Gran Recompensa) en que en realidad se deconstruye la vida moderna satirizando todos sus vicios y defectos, Stories of Old fue uno de los temas menos ásperos, y de hecho al que menos se le apostó para su promoción.
El título, que se traduce simplemente como “historias viejas”, se pronuncia tan sólo al empezar la segunda estrofa en donde da inicio su cínico discurso lírico, también con un primer cambio de ritmo pues en la primera estrofa el tema es muy suave para tornarse en algo casi agresivo.
La canción habla de falta de compromiso en las relaciones de pareja, una suerte de ácida crítica a la vida moderna en un irreverente tono de pieza rutilante de muy poca duración, de hecho la más corta del álbum pese a lo abundante de la letra, continuando con la diatriba del disco sobre situaciones incómodas y disfuncionales de la vida actual que tan constantemente apologizamos con el término “vida moderna”.
Así, las Historias Viejas del título son aquellas en las que un hombre mostraba un interés permanente para comprometerse en una larga relación de pareja, en donde se esperaba a príncipes audaces con riquezas incalculables, como también pronuncia en la segunda estrofa; clamando en su coro “Yo no podría sacrificarlo todo por amor”.
Sin embargo, el tema no es triste, sólo da por sentado lo descompuesta que se encuentra la vida actual y el modo en que todos la asumimos como “correcta”, sin lloriqueos ni lamentos, sólo el clamor convenenciero por los estereotipos actuales.
La musicalización cambiante está construida sobre una base electrónica que muestra alteraciones muy bruscas, complementada desde la segunda estrofa con las percusiones que distinguen el discurso meramente industrial del álbum, y tan sólo unas cuantas notas sueltas de sintetizador en secciones específicas hacia la segunda mitad de la canción.
Complementada con esa música, hecha más bien para bailarse, recuerda la ridiculización que un año antes el clásico tema de 1983 Everything Counts hiciera de la industria discográfica, pero Stories of Old trata de un tema más identificable para cualquier persona, en este caso las tradicionales relaciones de pareja.
Aunque no lo aparente, acaba siendo de ese modo uno de los temas más ofensivos del álbum al satirizar, debido a su desenfadado tono synth pop, las relaciones duraderas que según su letra se han acabado convirtiéndose en Historias Viejas, parte del pasado idealizado en una sociedad en general conservadora como lo es la inglesa.
Stories of Old curiosamente es el primer tema publicado de DM que nunca llegaran a interpretar en el escenario, y considerando su antigüedad es muy improbable que actualmente llegue a ser incorporado en alguna presentación.
- Datos: Q6134423